# Serie A 2016-2017 (rugby a 15 femminile)
La Serie A 2016-17 fu il 26º campionato di rugby a 15 femminile di prima divisione organizzato dalla Federazione Italiana Rugby e il 33º assoluto.
Si tenne dal 2 ottobre 2016 al 3 giugno 2017 tra 17 squadre divise in due gironi paritetici su base geografica, uno settentrionale di 9 squadre e uno centro-meridionale di 8.
Le semifinali videro tre squadre del girone 1 contro la sola Frascati 2015 esponente dell'Italia centro-meridionale; le laziali persero il doppio confronto con Colorno 7-51 e 17-41 mentre Valsugana ebbe la meglio su Monza doppiandola nel conteggio aggregato dei due incontri (31-12 e 29-19).
La finale, che si tenne al San Michele di Calvisano, vide Valsugana aggiudicarsi il suo terzo titolo, assoluto e consecutivo, a seguito di una vittoria netta 32-0 sulle emiliane del Colorno.

## Formula
Il campionato si divise in due fasi, una stagione regolare a gironi e una a eliminazione diretta o a play-off.
Nella stagione regolare, in ogni girone le squadre si incontrarono in partite d'andata e ritorno e la classifica risultante fu stilata secondo il criterio dell'Emisfero Sud (4 punti a vittoria, 2 punti per il pareggio, 0 punti per la sconfitta, eventuale punto di bonus per ogni squadra autrice di 4 o più mete in un singolo incontro, ulteriore eventuale punto di bonus alla squadra sconfitta con 7 o meno punti di scarto).
Nella fase a play-off la prima classificata di ogni girone accedette direttamente alla semifinale; le altre due semifinaliste furono determinate da un preliminare di barrage in gara unica tra le seconde classificate di un girone e le terze dell'altro, in casa delle seconde classificate.
Più nel dettaglio, la prima classificata del girone 1 affrontò in semifinale la vincente del barrage tra la seconda del girone 2 e la terza del girone 1, mentre la prima classificata del girone 2 affrontò la vincente dell'altro barrage.
Le semifinali si tennero in doppia gara, la seconda delle quali in casa delle prime classificate, e le vincitrici delle semifinali dovettero affrontarsi il 3 giugno 2017 in gara unica in campo neutro da stabilirsi a tempo debito; la Federazione, per la seconda edizione consecutiva, designò lo stadio San Michele di Calvisano.

## Squadre partecipanti

### Girone 1
- Colorno
- CUS Ferrara
- CUS Pavia
- CUS Torino
- Monza
- Red Panthers (Treviso)
- Riviera (Mira)
- Valsugana (Padova)
- Villorba

### Girone 2
- Belve Neroverdi (L'Aquila)
- Bologna
- Cogoleto
- CUS Pisa
- Dame Nere (Prato)
- Donne Etrusche (Cortona e Perugia)
- Frascati 2015
- Montevirginio (Canale Monterano)

## Stagione regolare

### Girone 1
| 2-10-2016  | 1ª/10ª giornata           | 8-1-2017  |
| ---------- | ------------------------- | --------- |
| 46-0       | Colorno — Villorba        | 32-11     |
| 12-15      | Red Panthers — CUS Torino | 27-12     |
| 93-0       | Riviera — CUS Ferrara     | 78-0      |
| 89-0       | Valsugana — CUS Pavia     | 87-3      |
| rip.       | Monza                     |           |
|            |                           |           |
| 30-10-2016 | 4ª/13ª giornata           | 29-1-2017 |
| 0-27       | CUS Torino — Colorno      | 10-34     |
| 15-18      | Monza — Valsugana         | 5-41      |
| 3-26       | Red Panthers — Riviera    | 5-31      |
| 43-7       | Villorba — CUS Ferrara    | 24-5      |
| rip.       | CUS Pavia                 |           |
|            |                           |           |
| 27-11-2016 | 7ª/16ª giornata           | 9-4-2017  |
| 17-10      | Colorno — Riviera         | 10-30     |
| 0-58       | CUS Ferrara — CUS Torino  | 0-27      |
| 37-0       | Monza — CUS Pavia         | 53-19     |
| 7-7        | Villorba — Red Panthers   | 12-8      |
| rip.       | Valsugana                 |           |

| 9-10-2016 | 2ª/11ª giornata            | 15-1-2017 |
| --------- | -------------------------- | --------- |
| 0-61      | CUS Ferrara — Colorno      | 5-103     |
| 3-55      | CUS Pavia — Red Panthers   | 30-0      |
| 17-3      | Monza — Riviera            | 32-5      |
| 14-34     | Villorba — Valsugana       | 0-36      |
| rip.      | CUS Torino                 |           |
|           |                            |           |
| 6-11-2016 | 5ª/14ª giornata            | 26-3-2017 |
| 52-7      | Colorno — Red Panthers     | 28-10     |
| 10-8      | CUS Ferrara — CUS Pavia    | 7-25      |
| 22-15     | Monza — Villorba           | 17-12     |
| 44-0      | Valsugana — CUS Torino     | 28-7      |
| rip.      | Riviera                    |           |
|           |                            |           |
| 4-12-2016 | 8ª/17ª giornata            | 23-4-2017 |
| 74-0      | Colorno — CUS Pavia        | 64-0      |
| 19-27     | CUS Torino — Monza         | 5-23      |
| 53-7      | Red Panthers — CUS Ferrara | 50-0      |
| 17-29     | Riviera — Valsugana        | 5-36      |
| rip.      | Villorba                   |           |

| 16-10-2016 | 3ª/12ª giornata          | 22-1-2017 |
| ---------- | ------------------------ | --------- |
| 35-12      | Colorno — Monza          | 10-25     |
| 35-0       | Riviera — CUS Torino     | 45-26     |
| 101-0      | Valsugana — CUS Ferrara  | 51-0      |
| 60-0       | Villorba — CUS Pavia     | 128-0     |
| rip.       | Red Panthers             |           |
|            |                          |           |
| 20-11-2016 | 6ª/15ª giornata          | 2-4-2017  |
| 0-58       | CUS Pavia — Riviera      | 0-81      |
| 79-0       | Monza — CUS Ferrara      | 71-0      |
| 0-36       | Red Panthers — Valsugana | 0-36      |
| 15-27      | Villorba — CUS Torino    | 14-8      |
| rip.       | Colorno                  |           |
|            |                          |           |
| 18-12-2016 | 9ª/18ª giornata          | 30-4-2017 |
| 0-24       | CUS Pavia — CUS Torino   | 5-36      |
| 71-7       | Monza — Red Panthers     | 38-21     |
| 15-27      | Valsugana — Colorno      | 3-10      |
| 5-25       | Villorba — Riviera       | 15-19     |
| rip.       | CUS Ferrara              |           |

#### Classifica girone 1
|  |    | Squadra      | G  | V  | N | P  | PF  | PS   | P±   | B  | Pt |
|  | -- | ------------ | -- | -- | - | -- | --- | ---- | ---- | -- | -- |
|  | 1. | Valsugana    | 16 | 14 | 0 | 2  | 761 | 103  | 658  | 14 | 70 |
|  | 2. | Colorno      | 16 | 14 | 0 | 2  | 630 | 138  | 492  | 12 | 68 |
|  | 3. | Monza        | 16 | 13 | 0 | 3  | 544 | 210  | 334  | 12 | 64 |
|  | 4. | Riviera      | 16 | 11 | 0 | 5  | 561 | 195  | 366  | 7  | 51 |
|  | 5. | Villorba     | 16 | 6  | 1 | 9  | 298 | 293  | 5    | 7  | 33 |
|  | 6. | CUS Torino   | 16 | 6  | 0 | 10 | 274 | 336  | −62  | 3  | 27 |
|  | 7. | Red Panthers | 16 | 5  | 1 | 10 | 295 | 374  | −79  | 3  | 25 |
|  | 8. | CUS Pavia    | 16 | 1  | 0 | 15 | 63  | 816  | −753 | 2  | 6  |
|  | 9. | CUS Ferrara  | 16 | 1  | 0 | 15 | 41  | 1002 | −961 | 0  | 4  |

### Girone 2
| 2-10-2016  | 1ª/8ª giornata                   | 15-1-2017 |
| ---------- | -------------------------------- | --------- |
| 10-31      | Belve Neroverdi — Frascati 2015  | 10-67     |
| 0-68       | CUS Pisa — Cogoleto              | 0-86      |
| 27-7       | Donne Etrusche — Dame Nere       | 32-5      |
| 0-7        | Montevirginio — Bologna          | 20-12     |
|            |                                  |           |
| 6-11-2016  | 4ª/11ª giornata                  | 26-3-2017 |
| 90-0       | Bologna — CUS Pisa               | 76-0      |
| 0-32       | Cogoleto — Frascati 2015         | 0-43      |
| 7-19       | Dame Nere — Belve Neroverdi      | 0-42      |
| 22-0       | Montevirginio — Donne Etrusche   | 28-8      |
|            |                                  |           |
| 18-12-2016 | 7ª/14ª giornata                  | 30-4-2017 |
| 20-0       | Belve Neroverdi — Donne Etrusche | 22-26     |
| 3-32       | Cogoleto — Bologna               | 19-17     |
| 0-21       | Dame Nere — Montevirginio        | 0-55      |
| 123-0      | Frascati 2015 — CUS Pisa         | 108-0     |

| 9-10-2016  | 2ª/9ª giornata                  | 22-1-2017 |
| ---------- | ------------------------------- | --------- |
| 34-10      | Bologna — Belve Neroverdi       | 15-13     |
| 17-19      | Cogoleto — Donne Etrusche       | 0-15      |
| 44-3       | Dame Nere — CUS Pisa            | 39-5      |
| 20-0       | Frascati 2015 — Montevirginio   | 5-13      |
|            |                                 |           |
| 20-11-2016 | 5ª/12ª giornata                 | 9-4-2017  |
| 0-31       | Belve Neroverdi — Montevirginio | 5-55      |
| 39-17      | Cogoleto — Dame Nere            | 7-10      |
| 0-76       | CUS Pisa — Donne Etrusche       | 0-67      |
| 22-10      | Frascati 2015 — Bologna         | 31-5      |

| 30-10-2016 | 3ª/10ª giornata                | 29-1-2017 |
| ---------- | ------------------------------ | --------- |
| 34-24      | Belve Neroverdi — Cogoleto     | 10-18     |
| 0-117      | CUS Pisa — Montevirginio       | 0-70      |
| 3-16       | Donne Etrusche — Bologna       | 14-29     |
| 58-0       | Frascati 2015 — Dame Nere      | 40-3      |
|            |                                |           |
| 27-11-2016 | 6ª/13ª giornata                | 23-4-2017 |
| 34-5       | Bologna — Dame Nere            | 47-5      |
| 0-37       | CUS Pisa — Belve Neroverdi     | 0-86      |
| 3-27       | Donne Etrusche — Frascati 2015 | 10-41     |
| 48-0       | Montevirginio — Cogoleto       | 39-0      |

#### Classifica girone 2
|  |    | Squadra         | G  | V  | N | P  | PF  | PS   | P±     | B  | Pt |
|  | -- | --------------- | -- | -- | - | -- | --- | ---- | ------ | -- | -- |
|  | 1. | Frascati 2015   | 14 | 13 | 0 | 1  | 648 | 64   | 584    | 13 | 65 |
|  | 2. | Montevirginio   | 14 | 12 | 0 | 2  | 519 | 57   | 462    | 6  | 54 |
|  | 3. | Bologna         | 14 | 10 | 0 | 4  | 424 | 145  | 279    | 8  | 48 |
|  | 4. | Donne Etrusche  | 14 | 7  | 0 | 7  | 300 | 234  | 66     | 1  | 29 |
|  | 5. | Belve Neroverdi | 14 | 6  | 0 | 8  | 318 | 308  | 10     | 4  | 28 |
|  | 6. | Cogoleto        | 14 | 5  | 0 | 9  | 281 | 316  | −35    | 6  | 26 |
|  | 7. | Dame Nere       | 14 | 3  | 0 | 11 | 142 | 429  | −287   | 2  | 14 |
|  | 8. | CUS Pisa        | 14 | 0  | 0 | 14 | 8   | 1087 | −1 079 | 0  | 0  |

## Fase aplay-off
|  | Barrage       | Barrage       | Barrage |  |  | Semifinali    | Semifinali    | Semifinali | Semifinali |    |  | Finale  | Finale  | Finale |  |
|  |               |               |         |  |  |               |               |            |            |    |  |         |         |        |  |
|  | Colorno       | Colorno       | 104     |  |  |               |               |            |            |    |  |         |         |        |  |
|  | Bologna       | Bologna       | 0       |  |  | Colorno       | Colorno       | 51         | 41         |    |  |         |         |        |  |
|  |               |               |         |  |  | Frascati 2015 | Frascati 2015 | 7          | 17         |    |  |         |         |        |  |
|  |               |               |         |  |  |               |               |            |            |    |  | Colorno | Colorno | 0      |  |
|  | Montevirginio | Montevirginio | 7       |  |  |               |               | Valsugana  | Valsugana  | 32 |  |         |         |        |  |
|  | Monza         | Monza         | 39      |  |  | Monza         | Monza         | 12         | 19         |    |  |         |         |        |  |
|  |               |               |         |  |  | Valsugana     | Valsugana     | 31         | 29         |    |  |         |         |        |  |

### Barrage
| Colorno 14 maggio 2017, ore 15:30 UTC+2 Barrage A | Colorno                   | 104 – 0 | Bologna | Campo Pavesi\| Arbitro: \| Beatrice Smussi (Brescia) \| |
| Arbitro:                                          | Beatrice Smussi (Brescia) |         |         |                                                         |

| Arbitro: | Maria G. Pacifico (Benevento) |

|                    |    |                                                                     |
| Meta 78’           | mt | 16’, 42’ Salerio 35’ Natale 39’, 80’ Magatti 64’ Dell’Oca 67’ Elemi |
| trasformazione 78’ | tr | 35’, 80’ Magatti                                                    |

### Semifinali
| Arbitro: | Francesca Giuliani (Milano) |

|                                                                                         |    |             |
| Bonaldo 13’, 31’ Madia 20’, 63’, 80+7’ Tounesi 37’ Fontanella 40’ Cioffi 45’ Howard 56’ | mt | 53’ Gizzi   |
| Madia 13’, 20’, 45’                                                                     | tr | 53’ Mariani |

| Arbitro: | Barbara Guastini (Prato) |

|                          |      |                                      |
| Magatti 12’ Dall’Oca 16’ | mt   | 30’, 38’ Cerato 50’ Ostuni 70’ Folli |
| Magatti 12’              | tr   | 30’, 38’, 50’, 70’ Rigoni            |
|                          | c.p. | 32’ Rigoni                           |

| Frascati 28 maggio 2017, ore 15:30 UTC+2 Semifinale di ritorno | Frascati 2015             | 17 – 41 | Colorno | Stadio di Cocciano\| Arbitro: \| Beatrice Smussi (Brescia) \| |
| Arbitro:                                                       | Beatrice Smussi (Brescia) |         |         |                                                               |

| Arbitro: | Clara Munarini (Parma) |

|                                           |      |                                    |
| Ruzza 22’ E. Giordano 35’ Cerato 48’, 60’ | mt   | 3’ Natale 13’ Pagani 75’ Cammarano |
| Rigoni 22’, 35’, 60’                      | tr   | 13’, 75’ Magatti                   |
| Rigoni 7’                                 | c.p. |                                    |

### Finale
| Arbitro: | Maria G. Pacifico (Benevento) |

| |              | |
| | mt           | 10’, 79’ Ruzza 20’ Folli 49’ Rigoni 69’ Zangirolami |
| | tr           | 10’, 79’ Rigoni |
| | c.p.         | 39’ Rigoni |
| · Fontanella · Bonaldo · 51’ Cioffi · Howard · 70’ Fiorelli · Madia (c) · 77’ Violi · 42’ Boledi · 47-57’ 63’ Sberna · 33-43’ Franco · 9-19’ Merlo · Tounesi · 51’ Di Masi · Appiani · Giacomoli | Formazioni   | · Guariglia · Vitadello 41’ · Folli · M. Costantini · Andreaggi · Rigoni 16-26’ · Zatti 77’ · E. Giordano (c) · B. Veronese 23’ 26’ 75’ · Zangirolami · Stoppa · Ruzza · Gai 80’ · Cerato · Galiazzo 67’ |
| · 42’ Casolin · 51’ Turani · 51’ 77’ Verini · 63’ Cornia · 70’ Tocchetti · 75’ Campanini | Sostituzioni | · C. Ostuni Minuzzi 41’ · Jeni 67’ · Belluco 75’ · Nascimben 77’ |
| Cristian Prestera | Allenatori   | Nicola Bezzati |

## Verdetti
- Valsugana: campione d'Italia